# Alizé Lim
Alizé Lim (* 13. Juli 1990 in Paris) ist eine französische Tennisspielerin.

## Karriere
Lim, die hauptsächlich auf dem ITF Women’s Circuit spielt, gewann dort bisher drei Einzel- und sechs Doppeltitel.
Sie erhielt 2011 vom Veranstalter der French Open eine Wildcard für das Damendoppel; so spielte sie erstmals im Hauptfeld eines Grand-Slam-Turniers, kam aber nicht über die erste Runde hinaus (so auch 2013–2015). Nach überstandener Qualifikation stand sie im selben Jahr bei den Collector Swedish Open auch erstmals im Hauptfeld eines WTA-Turniers; sie scheiterte dort ebenfalls in Runde eins mit 6:4, 2:6 und 2:6 an Nuria Llagostera Vives.

## Turniersiege

### Einzel
| Nr. | Datum           | Turnier   | Kategorie   | Belag     | Finalgegnerin    | Ergebnis      |
| --- | --------------- | --------- | ----------- | --------- | ---------------- | ------------- |
| 1.  | 17. Januar 2010 | Le Gosier | ITF $10.000 | Hartplatz | Nathalie Piquion | 6:1, 6:2      |
| 2.  | 1. August 2010  | Tampere   | ITF $10.000 | Sand      | Amandine Hesse   | 6:4, 6:3      |
| 3.  | 11. Juli 2015   | Turin     | ITF $25.000 | Sand      | Dia Ewtimowa     | 3:6, 6:4, 6:4 |

### Doppel
| Nr. | Datum             | Turnier          | Kategorie   | Belag             | Partnerin        | Finalgegnerinnen                        | Ergebnis         |
| --- | ----------------- | ---------------- | ----------- | ----------------- | ---------------- | --------------------------------------- | ---------------- |
| 1.  | 16. Januar 2010   | Le Gosier        | ITF $10.000 | Hartplatz         | Malou Ejdesgaard | Kayla Rizzolo Katie Ruckert             | 6:1, 5:7, [10:3] |
| 2.  | 27. August 2010   | Wanfercée-Baulet | ITF $10.000 | Sand              | Diana Enache     | Gally De Wael Fatima El Allami          | 6:0, 6:3         |
| 3.  | 23. März 2013     | Innisbrook       | ITF $25.000 | Sand              | Ashleigh Barty   | Paula Cristina Gonçalves María Irigoyen | 6:1, 6:3         |
| 4.  | 7. September 2014 | Barnstaple       | ITF $25.000 | Hartplatz (Halle) | Carina Witthöft  | Viktorija Golubic Diāna Marcinkēviča    | 6:2, 6:1         |
| 5.  | 24. Oktober 2014  | Perth            | ITF $25.000 | Hartplatz         | Veronika Kapshay | Jessica Moore Abbie Myers               | 6:2, 2:6, [10:7] |
| 6.  | 5. Februar 2016   | Grenoble         | ITF $25.000 | Hartplatz         | Manon Arcangioli | Lidsija Marosawa Amra Sadikovic         | 7:5, 6:2         |